# Distretto di Arghanj Khwa
Il distretto di Arghanj Khwa è un distretto dell'Afghanistan situato nella provincia del Badakhshan. È stato creato nel 2005 con parte del distretto di Yaftaly Payan, istituito a sua volta con parte del territorio del distretto di Fayzabad.
Nel 2003 la popolazione era di circa 12 000 abitanti.